# 李天霞
李天霞（1907年12月23日—1967年2月10日）字耀宗，江苏省宝山县（今上海市宝山区）人，中華民國陸軍中將，黄埔军校第三期。

## 經歷
早年家族移居於上海經營米業，1925年入讀黃埔軍校，1927年8月參加北伐，後任中校逐步累升，參加對中共苏区第五次围剿後，任51师少将副师长。當時著名的張靈甫在其手下任團長。武汉会战期间，李天霞调任40师师长，隶属于第29军军长兼79师师长陈安宝。1939年反攻南昌之役，79师师长段朗如伏法，29军军长陈安宝阵亡。后王耀武因升迁卸任第51师师长，选择把李天霞请回做第51师师长，导致李天霞和张靈甫之间的关系紧张，张靈甫调到第58师。李天霞後轉戰庐山战斗、上高会战，並獲陆海空军武功状，升第100军中将军长。參加长衡会战、雪峰山会战。
抗戰後，100軍改組為國民革命軍整編83師，李天霞續任中將師長。1946年，整编83师赴蘇北參加苏中战役，有多支下轄部隊遭殲滅；在鲁南会战李天霞兼任第一纵队司令官，同时指挥整83师、整25师、整65师、整74师大舉進攻。
1947年2月22日，王耀武致电蒋介石，保举李天霞升任整编军军长：

   查整编八十三师师长李天霞勇敢善战，卓著勋劳，年来在苏北剿匪，迭克重镇。此次进入鲁南，又能达成任务。当次整军绥靖之际，恳以整编军长擢用，定有优异表现。所遗师长职缺，拟以该师副师长周志道升充。该员忠勇干练，久著胄功。如以升任，极收人地之宜。可否，乞钧裁。

俞济时在拟办时，明确建议由整编83师、整编74师编组整编军，李天霞出任军长：

   查李师长天霞，曾充51D团旅长、副师长、师长，74A副军长，后调100A（即现整83D）军长。民廿三年痛歼方志敏匪部，所以收效甚迅者，胥赖该员之追缴得力。即前74A历次光荣战绩，亦多系该员创成。整83D素质原不良好，赖该员整顿得成劲旅，苏北、鲁南迭克重镇，如盐城北、新安镇、马头镇、大埠、新城、花埠、临沂等处，战绩至为辉煌。窃以整83D最好与整74D整编为军，即以李天霞为军长，整83D内多整74D之老干部，如能合编，必更能协同适切，发扬威力。当否，乞核。

蒋介石批示：“待鲁中战役告一段落即可编军也。”1947年5月3日，蒋介石莅临徐州视察，问责陆军总司令顾祝同鲁省军事不利。顾祝同在汇报中将李天霞作为替罪羊，结果李天霞被革职留任，同时本来配属李天霞指挥的整编七十四师改由整编二十五师黃百韜指挥。
然孟良崮戰役中李天霞所率整编83师是該場戰役國民革命軍中距離整74師距離最近，卻也進軍最遲緩的部隊；當整74師遭包圍時，身為師長的李天霞僅派遣不滿1營的部隊救援該師，最終導致整編74师被消滅。原因多有後世研究有說法是基於當年與張爭奪74師師長職務私怨，實際上李天霞早在抗戰期間便與張靈甫不和；李天霞在抗戰中便以私德不佳遭人詬病，在軍中與女性政工人員有染，也經常在軍中開宴會娛樂，可說是標準的國民黨將領腐化典範。雖然於作戰表現上不乏軍譽，但在私德上李並不為其同輩甚至下屬所敬愛；這連帶讓身為同學兼上司的王耀武在1944年升任24集團軍司令，而必須離開74軍體系時，選擇將100軍軍長，同時也是57師前師長的施中誠調回升任74軍。但將李天霞升任至100軍軍長，這種明升暗降的做法實際上把他排除出74軍人事體系；後來抗戰結束後更由他的學弟張靈甫升任74軍軍長，無法與同學翻臉的李天霞自然記恨於不支持自己的一干74軍部屬，也包括了長期對他詬病，最後還搶了應該是他佔缺的張靈甫。
孟良崮战败后，第一兵团司令长官汤恩伯承担领导责任，本、兼各职均请辞。1947年6月14日，汤恩伯给蒋介石上亲笔信，就其出任第一兵团以来的体验、观察进行汇报，并提出若干针对国军的改进意见。“幕僚对主官之影响甚钜，应具备有相当之经验和阅历，且须有品德之修养。目前各级幕僚大半为新出校门之陆大学生，学理或有相当之心得，但实际经验和品德之修养上往往有欠老练，遇事轻率且常有与部队长发生无意义之磨擦。例如，此次李天霞师长之被误解，完全系出于陆总部徐署长一人之拨弄。”（注：指1947年5月3日蒋介石莅临徐州时，陆军总司令部作战署署署长徐志勗构陷李天霞）“部队劳逸应力求平匀且须相机给予休整之机会。例如七十四、八十三师自去年春季开始进剿苏北土匪以来，迄今年半有余。且每次大战役均由该两师担任，以致伤亡惨重，元气大损，非拖则打，毫无休整机会。”“李天霞是一员能干的将领，绝不是坏人，职可以人格担保。此次事出有因，务恳轻恕。八十三师目前需要李天霞回去整理，否则这一个师又糟了。职对李天霞无私见，纯本部队之立场及党国之利益上说话。最好能令李天霞回师负责整理，戴罪立功。”
孟良崮戰敗後，蒋介石辰养手谕：“八十三师师长李天霞撤职交陆军总部审判。”，陆军总司令徐州司令部将李天霞解京讯办，蒋介石指派国防部部次长秦德纯为本案审判长，组织高等军法会审。最終李勉強依靠人脈及大筆賄賂運作才免過一死，其後復任第一绥靖区副司令官兼國民革命軍第七十三軍軍長。
秦德纯向陈诚签呈：

“查本案迭经审问，讯明该李天霞所属部队，在五月十三日以前，配属第一兵团（注：司令官汤恩伯）为预备队，自同日酉时起，该兵团以孟良崮战事紧张，始先后电令该师以一旅分别控制于盘龙山、孟良崮等高地，向马牧池东北方面搜剿，并阻止荆山南下之匪进出桃花山、岩石山之线，与友军协力解孟良崮七十四师之围。该师遵即分别执行。

按该师所属部队虽有九团，但其中有奉令驻守苏北一团，未归建制；临沂三团，统归兵团直接指挥；拨归七十四师指挥一团；实际该李天霞指挥者，仅有步兵四团。且一年来，由苏北进剿至鲁南，屡次战役伤亡，实有战力不过三分之二。而其当面之匪有第二、八两纵队，约计达四万人。该师经数日战斗，又伤亡官兵三千人以上，然仍能于十六日拂晓前进十华里，攻占桃花山，终为优势之匪所阻，致未能解七十四师之围。而其已尽应尽之努力，亦可概见。且经顾总司令、汤司令官迭电证明属实。是该被告李天霞对于此次战役，尚无作战不利之处。

至钧座五月十六日廿四时饬该李天霞部即向孟良崮进击之电令，据查该李天霞系于五月十七日十时廿分始行奉到，而七十四师已于十六日黄昏遭受不利，退出孟良崮。是奉到电令之时，孟良崮业已被陷，并非该李天霞奉行不力所致。关于此点，似可免究。

再查该李天霞在北伐、剿匪、抗战各战役，向极英勇，迭著功勋，奖叙有案，值兹剿匪戡乱，需才孔殷之际，该员既经撤职示警，拟请从宽免于刑事处分，俾图报效等情。”

1947年12月11日陈诚给蒋介石签呈“前来查该李天霞对于整编七十四师失败责任，既经秦次长等讯明，并无违抗救援命令，或作战不力情节，似可准如所拟，从宽免究。”。
在1949年國民政府潰退東南沿海時，73軍並未遭到重大打擊便先南撤，戰力尚稱完整。在福州戰役73軍遭重創後撤守平潭岛，李除擔任軍長外另兼任平潭島防衛司令，下轄部隊約萬人，同時尚有海軍協防；但李先把家人優先撤往台灣，同時並未強化平潭島防衛能力，所以在1949年9月12日爆發的平潭島戰役中，僅被解放軍用3個團的兵力與不到3天的時間便輕易擊垮。平潭島駐守部隊在僅有幾百人傷亡下，以7千7百人遭俘虜的結果戰敗，包括李天霞在內最後僅有約4千人搭乘天平号輪船逃往台灣，不過李與殘存部隊一下船便被繳械，身為司令的李天霞隨即送軍法審判；但李天霞並沒有挑起戰敗責任，而夥同孫鳴玉串供，推託上司李延年曾口頭告知在必要時可撤退。實際上此說法純屬誣陷，而李延年成為這場戰敗的另一位苦主，最後李天霞遭判處有期徒刑8年，李延年則是有期徒刑10年。
但實際上，此判刑也沒有確實執行；經軍中人脈運作李天霞不久便因不明理由順利出獄，隔年被派往金門戴罪立功，後還擔任澎湖防衛指揮部副司令官。
1960年代經商與李姓醫師爆發土地詐騙糾紛，被判有期徒刑1年8个月，1967年2月10日病逝。

## 家庭
- 第一任妻徐文娟婚於1922年，後1928年難產生一子李塞安後死。
- 第二任妻卢淡莲婚於1930年，後1941年病死。
- 第三任妻罗璐婚於1943年，1945年10月駕吉普車慰問傷兵途中車禍死。
- 第四任妻岳景华婚於1946年。
- 其子李力安現為兩岸導演，參與拍過《戏说乾隆》《长缨在手》《国姓爷传奇》等。